# GPR149
GPR149, G protein-spregnuti receptor 149, je protein koji je kod čoveka kodiran GPR149 genom.

## Literatura
1. ↑  Vassilatis DK, Hohmann JG, Zeng H, Li F, Ranchalis JE, Mortrud MT, Brown A, Rodriguez SS, Weller JR, Wright AC, Bergmann JE, Gaitanaris GA (2003). „The G protein-coupled receptor repertoires of human and mouse”. Proc Natl Acad Sci U S A. 100 (8): 4903—8. PMC 153653 . PMID 12679517. doi:10.1073/pnas.0230374100.
2. ↑  „Entrez Gene: GPR149 G protein-coupled receptor 149”.